# Улица Александра Мишуги (Киев)
У́лица Александра Мишуги (укр. ву́лиця Олександра Мишуги) — улица в Дарницком районе города Киева, местность Осокорки (7-й микрорайон). Пролегает от проспекта Петра Григоренко до улицы Ларисы Руденко.
Нет примыкающих улиц.

## История
Улица возникла в начале 1990-х годов — с началом строительства 7-го микрорайона — под названием Новая. Современное название в честь украинского оперного певца Александра Филипповича Мишуги — с 1993 года.

## Застройка
Застройка улицы представлена многоэтажными домами. 
- ТРЦ «Пирамида» (дом №4).
- ТРЦ «Параллель» (дом №6).
- дошкольное учебное заведение (дом №3б).
- гимназия №323 (дом №5).